# Tigercat (missile)
Il Tigercat era un sistema missilistico britannico antiaereo costruito dalla Short Brothers alla fine degli anni sessanta, versione terrestre e mobile del Sea Cat. Consisteva in un lanciatore con rampa tripla, associato ad un radar di guida, più leggero rispetto alla versione navale, trainato da una Land Rover. Il sistema di controllo e guida era invece trasportato su di un altro veicolo.

## Sviluppo
Verso la fine degli cinquanta del XX secolo la ditta inglese Short Brothers di Harland progettò e realizzò un sistema missilistico antiaereo per la difesa ravvicinata delle unità navali, che fu designato GWS.20 Seacat. Il sistema d'arma entrò in produzione a partire dal 1960, ed ebbe subito un buon successo d'esportazione, per cui la ditta avviò privatamente la progettazione di una versione terrestre che ottenne un ordine dalla Royal Air Force, cui seguì il primo contratto per l'esportazione concluso nel luglio 1966 con il governo iraniano.

## Tecnica

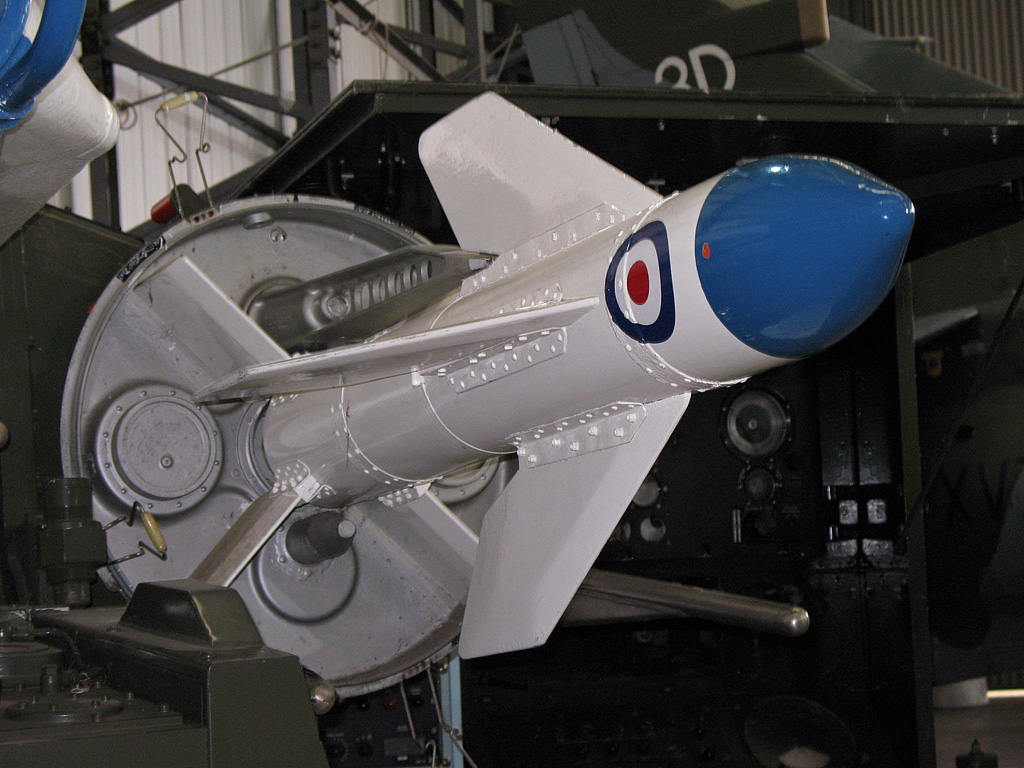
Un missile Tigercat fotografato sulla RAF Elvington il 16 agosto 2007.

Il nuovo sistema d'arma, designato Tigercat, fu venduto al RAF Regiment e alla Imperial Iranian Air Force, e si basava su un lanciatore trinato caricabile manualmente e da sistema di comando e controllo e un radar di tiro. Il lanciatore trinato con il radar di guida Marconi ST 850 erano posizionati su di un apposito rimorchio ruotato, che veniva trainato da un veicolo leggero Land Rover. Il sistema ottico di puntamento e quello di comando e controllo erano installati su di un secondo rimorchio, trainato anch'esso da un veicolo leggero Land Rover. L'equipaggio dei due veicoli era formato da cinque uomini, che disponevano di un generatore elettrico, e di missili di ricambio trasportati su entrambi i veicoli. 
Il sistema disponeva, in via opzionale, di altri due appositi rimorchi su cui trovavano rispettivamente posto un secondo lanciatore trinato e un altro sistema acquisizione e di controllo del fuoco. Il sistema d'arma basico vedeva il missile radioguidato verso il bersaglio, mentre la versione alleggerita Tigercat Mk.2 disponeva di un sistema LLTV associato al radar di guida Marconi ST 850.
Il missile era alimentato da un motore a razzo a propellente solido IMI a due stadi, disponeva di quattro alette ad azionamento idraulico e di altrettanti impennaggi di coda cruciformi per la stabilizzazione del volo. L'ordigno raggiungeva una velocità massima leggermente inferiore a Mach 1, ed era guidato con un sistema Command Line-Of-Sight (CLOS) via radio-link; cioè mentre il missile era in rampa o in volo i comandi venivano trasmessi dall'operatore remoto usando un joystick. La testata bellica FRAG-HE, del peso di 10 kg era del tipo a frammentazione, dotata di due spolette, una di prossimità e una di impatto.

### Tecnica di impiego
Una volta arrivati in posizione il rimorchio con il lanciatore trinato e quello con il stema di guida venivano e sganciati, messi a livello con appositi martinetti e collegati tra loro via cavo. Il sistema di guida era costituito da una console di comando e da un sistema ottico di tiro binoculare. Una volta che l'obiettivo era stato acquisito e identificato, l'operatore lanciava un missile e lo guidava verso il bersaglio usando un joystick, con i comandi che venivano trasmessi via radio link.

## Impiego operativo
La Royal Air Force ordinò 12 sistemi Tigercat che furono assegnati al No.48 Squadron del RAF Regiment per la difesa ravvicinata degli aeroporti militari e dei siti radar in Gran Bretagna, o delle basi avanzate in Germania Occidentale in caso di emergenza. Le prove di accettazione si svolsero a partire dal 16 novembre 1967, e furono coronate da successo. A partire dal 1978 fu sostituito con il più moderno BAe Rapier. Il sistema missilistico Tigercat Mk.1 ottenne un buon successo di esportazione, venduto agli eserciti e alle aeronautiche militari di Argentina, India, Iran, Giordania, Sudafrica e Qatar (5 batterie con 15 lanciatori schierati a difesa degli obiettivi vitali del paese), Abu Dhabi, e Kenya (3 lanciatori). 

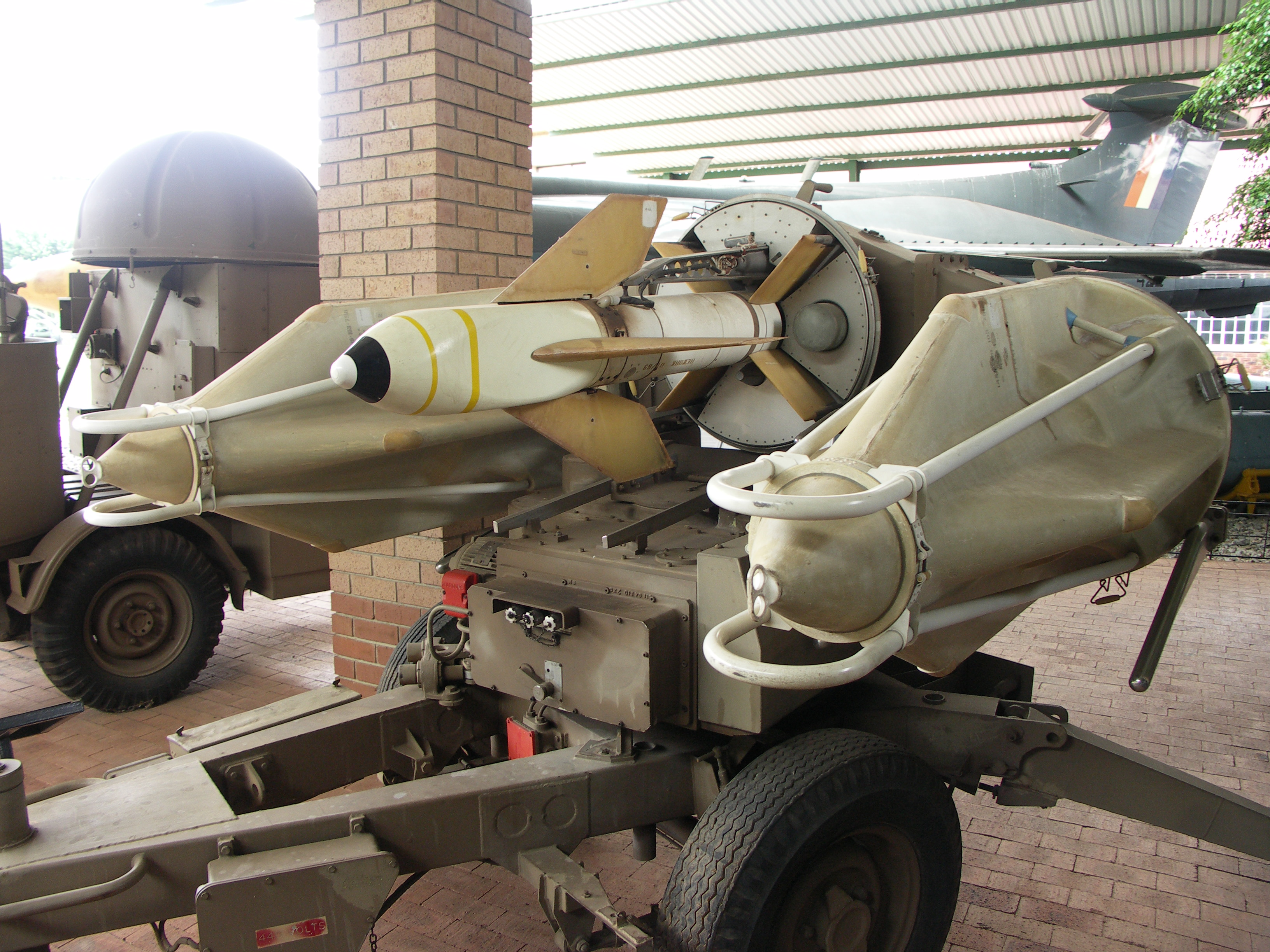
Un lanciatore trinato del sistema sudafricano "Hilda" in uso presso la Suid-Afrikaanse Lugmag

### Argentina
Nel 1970 l'Ejército Argentino acquistò 10 lanciatori Tigercat che ebbero impiego bellico nel 1982 durante la guerra delle Falkland in funzione antiaerea ed antielicottero. Sette lanciatori Tigercat furono schierati nelle vicinanze di Puerto Argentino, ma non conseguirono nessun abbattimento. Il 12 giugno un missile riuscì a danneggiare il propulsore di un cacciabombardiere Hawker Harrier GR Mk.3 (matricola XW 919) della RAF. Al termine della battaglia 7 unità di lancio furono catturate dalle truppe britanniche.

### Iran
Nel luglio 1966 il governo di Teheran stipulò con quello inglese un contratto per la fornitura di 25 batterie di missili superficie aria Tigercat con 400 missili per la Imperial Iranian Air Force, e di alcuni sistemi Seacat destinati all'imbarco sulle navi della marina imperiale. Ogni batteria disponeva di tre lanciatori. Dopo l'avvento al potere dell'Ajatollah Khomeini il sistema rimase in servizio nella Islamic Iranian Air Force e fu usato operativamente durante la guerra con l'Iraq (1980-1988). A causa dell'embargo sulle forniture di armi all'Iran i sistemi Tigercat rimasero lungamente in servizio, schierati a protezione della basi aeree, e risultavano ancora in inventario nel 2014.

### India
Nell'ottobre 1971, durante la guerra con il Pakistan, furono ordinati 40 lanciatori e 600 missili Tigercat, tutti consegnati entro il 1972, ed entrati in servizio sia con l'aviazione che con l'esercito.

### Sud Africa
Nonostante il Sud Africa fosse stato sottoposto ad un embargo sulla vendita di armi a causa della politica dell'apartheid, alla fine del 1974 il governo concluse un accordo con la Giordania per la fornitura del sistema missilistico antiaereo Tigercat e con l'India per l'acquisto di 41 carri armati Centurion. Tramite la Giordania, che fece da intermediario, la Shorth Brothers fornì al Sud Africa circa 54 lanciatori del sistema missilistico che venne localmente ribattezzato "Hilda". I sistemi Tigercat entrarono in servizio presso la 250ª Air Defence Unit (ADU), formata dal 121° e 123° Squadron, inizialmente di stanza sulla base aerea di Waterkloof, e successivamente a Pienaarsrivier. Tra il 1975 e il 1976 il 123° Squadron fu disloccato sulla base aerea di Grootfontein per partecipare all'Operazione Savannah, e successivamente fu permanentemente basato a Ondangwa (Namibia) durante la Guerra del Bush, insieme al 129° Squadron. 
I reparti della 250ª Air Defence Unit svolgevano annualmente l'addestramento operativo sul poligono di St. Lucia per permettere agli artiglieri di affinare le tattiche operative. Nel corso del 1977 il 250ª Air Defence Artillery Group fu trasferito a Pienaarsrivier (ora Ditholo), per venire sciolto definitivamente nel 1993 quando il sistema "Hilda" fu ritirato dal servizio.

## Versioni
- Tigercat Mk.1: prima versione di produzione.[1]
- Tigercat Mk.2: seconda versione di produzione, con il missile e il veicolo di lancio alleggeriti, mentre il sistema di comando e controllo aveva l'elettronica allo stato solido.[1]

## Utilizzatori
Argentina
- Ejército Argentino

 Giordania
- Al-Quwwat al-Jawwiyya al-malikiyya al-Urdunniyya

 Regno Unito
- Royal Air Force

 Kenya
- Kenya Air Force

 India
- Bhāratīya Vāyu Senā
- Bhāratīya Thalsēnā

 Iran
- Niru-ye Havayi-ye Shahanshahiy-e Iran
- Niru-ye Havayi-ye Artesh-e Jomhuri-ye Eslami-e Iran

 Oman
- Al-Quwwat al-Jawiyya al-Sultaniyya al-'Umaniyya

 Rhodesia
- Rhodesian Army

 Sudafrica
- Suid-Afrikaanse Lugmag

 Zimbabwe
- Zimbabwe National Army

### Annotazioni
1. ↑  La velocità fu stimata tra 200 e 250 m/sec.
2. ↑  Il missile era stato lanciato contro un cacciabombardiere Harrier GR. Mk.3, ma quando un altro velivolo simile entrò nel raggio di tiro l'operatore dirottò il missile contro il nuovo bersaglio.